# Depósito de relaves Pampa Pabellón
El depósito de relaves Pampa Pabellón almacena desde 1998 los residuos mineros producidos por la empresa minera Collahuasi en la producción de cobre y está ubicado en el extremo sureste de la Región de Tarapacá, al sur del cerro Pabellón del Inca.
Las comunidades más cercanas son Huatacondo (40 km) y Copaquirí (42 km). Las instalaciones están a no más de 10 km del salar de Michincha.

Openstreetmap de la zona.

Según el mapa, la Pampa Pabellón pertenece a la cuenca del salar de Michincha.